# Carnival Rock
Carnival Rock es una película de 1957 dirigida por Roger Corman que cuenta con las actuaciones musicales de The Platters, David Houston, Bob Luman and His Shadows y The Blockbusters.

## Trama
El dueño de un club nocturno, Christopher 'Christy' Cristakos, se enamora de la cantante del club, Natalie Cook. Sin embargo, la cantante está enamorada de Stanley, un empresario y gánster local. Después de que el gánster se haga con el control del club, Cristakos, el dueño anterior, comienza a realizar actuaciones cómicas entre los espectáculos del club nocturno como parte de su plan para recuperar a Natalie. Finalmente, el gánster y la cantante se casan, lo que hace que Cristakos se marche. 

## Elenco
- Brian Hutton como Stanley
- Susan Cabot como Natalie
- David J. Stewart como Christopher 'Christy' Cristakos
- Dick Miller como Ben
- Jonathan Haze como Max
- Ed Nelson como Cannon
- Chris Alcaide como Slug

## Producción

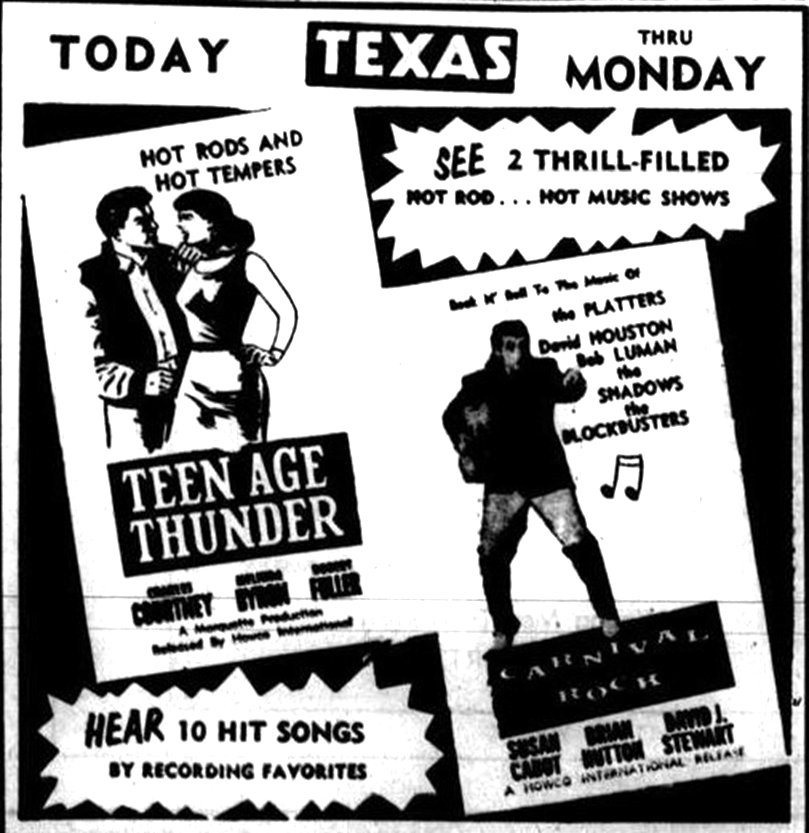
Anuncio de 1957 de Carnival Rock y coprotagonista de Teenage Thunder.

La película se basó en un guion de televisión de una hora escrita por Leo Lieberman, llamada Carnival at Midnight . Fue un episodio de Climax! y se emitió el 3 de enero de 1957. Fue dirigido por Jack Smight.    Contó con Buddy Ebsen en el papel de Ben, Peter Graves como Stanley, Oskar Homolka como Christy Christakos y Debra Paget como Natalie.
Roger Corman había filmado previamente Rock All Night (1956), una película de bajo presupuesto basada en un guion de televisión que presentaba actuaciones musicales. Tuvo éxito en relación con su presupuesto y Corman hizo esta película similar por encargo de un sindicato de propietarios de cines.  El rodaje comenzó en mayo de 1957 en Ziv Studios. Susan Cabot fue prestada por Universal Pictures, con quien tenía contrato en ese momento.  La música de la película fue proporcionada por The Platters, David Houston, Bob Luman y The Blockbusters, la mayoría de los cuales aparecen en la película como ellos mismos.

## Canciones
- The Platters and the Blockbusters – "Remember When"
- David Houston – "One and Only", "Teenage Frankie and Johnny"
- Susan Cabot and the Blockbusters – "Ou Shoo Bla De" and "There's No Place Without You"
- Bob Luman and the Shadows – "This Is the Night", "All Night Long"
- The Blockbusters – "Rock a Boogie"
- The Shadows – "The Creep"

## Recepción
Variety publicó que Miller y Cabot tuvieron buenas actuaciones, afirmó que Corman hizo un buen trabajo como productor y un mejor trabajo como director y afirmó que la película tenía matices de Pagliacci mezclados con Rock and Roll.  Posteriormente, Cabot continuó haciendo varias películas para Corman. 